# Jean-Claude Bourbault
Jean Claude Bourbault, né le 17 février 1945 à Saint-Julien-du-Sault et mort le 1er octobre 2024 à Paris, est un comédien français. Il est acteur au Théâtre du Soleil à partir de 1972.

## Biographie
Julien Claude Bourbault est né le 17 février 1945 à Saint-Julien-du-Sault.
Venu de Marseille avec Philippe Caubère et Maxime Lombard, il reste au Théâtre du Soleil après le départ de ses deux condisciples.
Ensemble, ils ont joué sous la direction d'Ariane Mnouchkine 1789, 1792, L'Âge d'or et le film Molière où il interprète le rôle de Louis Béjart. Il joue ensuite Méphisto d'Ariane Mnouchkine.
Lorsqu'il quitte le Théâtre du Soleil, Claude Lelouch l'engage pour jouer le rôle du garde-barrière dans Les Uns et les Autres, puis dans Édith et Marcel et Attention bandits. Il enchaîne au cinéma avec divers rôles, dont le rôle principal dans La Palombière de Jean-Pierre Denis.
Il a été photographe de plateau sur plusieurs longs-métrages de Bernard Dartigues.
En 2005, on l'a vu dans Le Promeneur du Champ-de-Mars de Robert Guédiguian et dans Truands de Frédéric Schoendoerffer.
Il crée en 2002 un festival de cinéma dans l'Eure, à Val-de-Reuil, le "Cin'été", trente trois soirées de cinéma en plein air projetés à la tombée de la nuit. En 2006 il devient directeur du cinéma de la ville de Val-de-Reuil, le cinéma LES ARCADES.
Jean-Claude Bourbault meurt à Paris le 1er octobre 2024 à l'âge de 79 ans,.

## Filmographie

### Cinéma
- 1981 : Les Uns et les Autres de Claude Lelouch
- 1983 : Édith et Marcel de Claude Lelouch
- 1983 : La Palombière de Jean-Pierre Denis
- 1985 : À nous les garçons de Michel Lang
- 1987 : Attention bandits ! de Claude Lelouch
- 1988 : La Maison assassinée de Georges Lautner
- 1996 : Delphine 1, Yvan 0 de Dominique Farrugia
- 1999 : La Maladie de Sachs de Michel Deville
- 2005 : Le Promeneur du Champ-de-Mars de Robert Guédiguian
- 2007 : Truands de Frédéric Schoendoerffer
- 2009 : L'Armée du crime de Robert Guédiguian

### Télévision
- 1984 : La Bavure de Nicolas Ribowski
- 1992 : Interdit d'amour de Catherine Corsini

## Théâtre
- 1970 : Oh ! America ! d'Antoine Bourseiller, mise en scène de l'auteur, Théâtre du Gymnase
- 1971 : Un songe pour une nuit d'été de Michel de Ré, mise en scène de l'auteur, Festival de Vaison-la-Romaine
- 1982 : Une nuit pour Vaclav Havel de Pavel Kohout, lecture mise en scène Stephan Meldegg, Festival d'Avignon
- 1999 : Minuit chrétien de Tilly, mise en scène Tilly, La Coursive, 2000 : Théâtre de la Porte Saint Martin, Théâtre de Nice
- 2010 : La Femme du boulanger de Marcel Pagnol, mise en scène Alain Sachs, Théâtre André Malraux, représentation du 30 décembre 2010 retransmise en direct sur France 2